# Lodowiec Drang-Drung
Drang-Drung to największy lodowiec Ladakh na wyżynie Tybetańskiej w pobliżu góry Pensi La w Indiach.
Z lodowca Drang-Drung wypływa rzeka Stod.